# Grundrechtsverwirkung
Unter Grundrechtsverwirkung versteht man in Deutschland das Verbot, sich für die Dauer von mindestens einem Jahr auf einzelne Grundrechte zu berufen. Die Voraussetzungen sind Art. 18 GG, § 13 Nr. 1, §§ 36 ff. BVerfGG geregelt.
In der Geschichte der Bundesrepublik Deutschland hat das Bundesverfassungsgericht noch nie die Grundrechtsverwirkung ausgesprochen, obwohl vereinzelte Anträge gestellt wurden.

## Wortlaut Art. 18 GG
Nach ganz überwiegender Auffassung in der rechtswissenschaftlichen Literatur ist der Katalog der Grundrechte in Art. 18 GG abschließend. Insbesondere eine Aufnahme der Religionsfreiheit (Art. 4 GG) in den Kreis der verwirkungsfähigen Grundrechte wurde bereits in den Beratungen des Grundsatzausschusses des Parlamentarischen Rates 1948 erwogen, aber abgelehnt.
Aus dem abschließenden Katalog „ergibt sich, dass selbst ein Feind der Freiheit nicht rechtlos wird, sondern gerade die wesentlichen Grundrechte der Persönlichkeit, der Freiheit, der Gleichheit oder der Religionsfreiheit behält. Insbesondere bleibt in jedem Falle seine Menschenwürde geachtet und geschützt.“

## Verfahren vor dem Bundesverfassungsgericht
Die Grundrechtsverwirkung ist ein Teil des Konzepts der wehrhaften Demokratie im Grundgesetz. Sie ist als Reaktion auf die Erfahrungen in der Weimarer Republik zu sehen, wo die Grundrechte der Weimarer Verfassung missbraucht wurden, um die demokratische und republikanische Staatsordnung zu untergraben.

### Antrag
Die Verfahrensvorschriften sind in § 36 bis § 42 BVerfGG festgelegt.
Ein Antrag für eine Grundrechtsverwirkung kann nur vom Deutschen Bundestag, der Bundesregierung oder einer Landesregierung gestellt werden (§ 36 BVerfGG). Zunächst wird in einem Vorverfahren geprüft, ob der Antrag zulässig und hinreichend begründet ist. Danach ergeht der Beschluss, ob eine mündliche Verhandlung (das Hauptverfahren) durchzuführen ist. Das Bundesverfassungsgericht ist befugt, Ermittlungen einzuleiten und auch Zwangsmaßnahmen wie Hausdurchsuchungen oder Beschlagnahmen anzuordnen. Das Grundrechtsverwirkungsverfahren kann sich gegen jeden Grundrechtsträger (natürliche oder juristische Personen) richten. Bei juristischen Personen dürften in vielen Fällen aber das Vereinsverbot oder Parteiverbot als Spezialregelung Vorrang haben. Zu der Einleitung eines Verfahrens gegen einen Abgeordneten bedarf es der Genehmigung des Deutschen Bundestages (Art. 46 Abs. 3 GG). Diese Bestimmung belegt nach Ansicht des Bundesverfassungsgerichts, dass ein Verfahren zur Grundrechtsverwirkung auch gegen Abgeordnete möglich ist.
Das Tatbestandsmerkmal des „Kampfes“ setzt ein aggressives, zielgerichtetes Handeln gegen die freiheitliche demokratische Grundordnung voraus. Da der Artikel Art. 18 vorrangig Grundrechte von kommunikativer Natur einschränkt, geht man davon aus, dass physische Gewalt nicht erforderlich sein muss. „Missbrauch“ selbst ist kein eigenständiges Tatbestandsmerkmal; ein Missbrauch lässt sich stets bejahen, wenn die Grundrechte im Kampfe gegen die freiheitliche demokratische Grundordnung gebraucht werden.
Da das Bundesverfassungsgericht die Grundrechtsverwirkung aussprechen muss, kommt es zu sehr langen Verfahrensdauern. Zudem stellt das Gericht strenge Anforderungen. Da Art. 18 GG der Abwehr von Gefahren für die freiheitliche demokratische Grundordnung diene, bedürfe es einer Prognose, nach der vom Antragsgegner weiterhin eine Gefahr für die verfassungsmäßige Ordnung ausgehe. Diese Gefahr war in den bisherigen Fällen nicht bewiesen oder wegen der bis zur Entscheidung bereits ergangenen strafrechtlichen Sanktionen gar nicht mehr vorhanden. Dies hat dazu geführt, dass dieses Instrument der sogenannten wehrhaften Demokratie in der Praxis bedeutungslos blieb. Art. 18 GG kommt jedoch eine Appel- und Signalfunktion zu.

### Entscheidung
Das Bundesverfassungsgericht untersucht in einer mündlichen Verhandlung, ob eine Gefahr für die freiheitlich-demokratische Grundordnung vorgelegen hat bzw. in Zukunft fortbestehen wird. Entsprechen die Tatsachen dem Antrag, so stellt das Gericht fest, welche Grundrechte verwirkt wurden. Die Verwirkung der Grundrechte erfolgt mit dem Zeitpunkt der Entscheidung. Nach vorherrschender Meinung bedeutet dies nicht einen Verlust des Grundrechtes, sondern ein Verbot, sich bei staatlichen Einschränkungsmaßnahmen darauf zu berufen.
Teilweise wird vertreten, es könne nur dasjenige Grundrecht aberkannt werden, das missbraucht wurde. Nach herrschender Ansicht kann sich hingegen der Ausspruch der Verwirkung auf alle in Art. 18 GG genannten Grundrechte beziehen, unabhängig davon, welches Grundrecht der Betroffene missbraucht hat. Dies wird vor allem damit begründet, dass der Betroffene ansonsten einfach auf eine andere Betätigungsform ausweichen könnte.
Das Bundesverfassungsgericht kann dem Antragsgegner auf die Dauer der Verwirkung der Grundrechte das Wahlrecht, die Wählbarkeit und die Fähigkeit zur Bekleidung öffentlicher Ämter aberkennen und bei juristischen Personen ihre Auflösung anordnen (§ 39 Abs. 2 BVerfGG).
Frühestens nach Ablauf von zwei Jahren können der frühere Antragsteller und der frühere Antragsgegner die Aufhebung der Entscheidung mit Wirkung für die Zukunft beantragen (§ 40 BVerfGG).
Handelt die Person, deren Grundrechtsverwirkung festgestellt wurde, der Entscheidung zuwider, wird sie mit Freiheitsstrafe bis zu fünf Jahren oder mit Geldstrafe bestraft (§ 84 Abs. 3 Satz 2 StGB).

### Bisherige Anträge
Stand 2022 wurden vier Verfahren beim Bundesverfassungsgericht angestrengt. Die Anträge wurden sämtlich zurückgewiesen. Antragsgegner waren jeweils Personen, die  nationalsozialistisches Gedankengut verbreitet hatten:
- 1960: Das BVerfG sah keine Tatsachen, die für eine Fortsetzung der staatsfeindlichen politischen Betätigung des zweiten Vorsitzenden der (vom BVerfG 1952 verbotenen) Sozialistischen Reichspartei, Otto Ernst Remer sprachen und wies den Antrag der Bundesregierung als unbegründet zurück.[14][15]
- 1974: Das Bundesverfassungsgericht begründete seinen zurückweisenden Beschluss damit, dass die Bundesregierung keine neuen Tatsachen vorgetragen habe, aus denen die Gefährlichkeit des Herausgebers der Deutschen National-Zeitung, Gerhard Frey im Blick auf die Zukunft geschlossen werden könne.[16][15]
- 1996: In den kurz nach dem Mordanschlag von Mölln Ende 1992 eröffneten Verfahren[17][18] gegen Thomas Dienel[19] und Heinz Reisz[20] hielt das Gericht 1996 die Anträge für unbegründet, nachdem die jeweiligen Freiheitsstrafen der Antragsgegner wegen positiver Prognose zur Bewährung ausgesetzt worden waren. Es sah nicht, dass die Antragsgegner in Zukunft noch eine Gefahr für die freiheitliche demokratische Grundordnung darstellen würden.

## Kritik an der Verwirkungsklausel
Vereinzelt wird Kritik an der bestehenden Regelung zur Grundrechtsverwirkung geäußert.

### Zuständigkeit des Bundesverfassungsgerichts
Die Alleinentscheidungskompetenz des Bundesverfassungsgerichts verhindere einen effektiven Rechtsschutz, da eine Überprüfung der Entscheidung im Wege der Verfassungsbeschwerde nicht möglich sei. Die Wahrnehmung des Verfahrens durch eine sachlich unabhängige Verwaltungsbehörde, bei einem Verwaltungs- oder Strafgericht garantiere ein höheres rechtsstaatliches Niveau auch deshalb, weil die Strafkammern der Landgerichte über die Strafprozessordnung (StPO) besser mit Verfahrensbefugnissen ausgestattet seien, um die erforderlichen Ermittlungen im Verwirkungsverfahren durchzuführen als das Bundesverfassungsgericht aufgrund der „spärlichen“ Bestimmungen der §§ 17 ff., 37 ff. BVerfGG. In diesem Zusammenhang wurde vorgeschlagen, für Parteiverbotserfahren nach Art. 21 GG und Verfahren nach Art. 18 GG einen neuen Gerichtshof zu schaffen, der mit dort nebenamtlich tätigen Richtern zu besetzen wäre.

### „Toleranz-Paradoxon“
Nach Ansicht des Juristen und Publizisten Sebastian Cobler liege Artikel 18 GG der eigentümliche Gedanke der Verfassungsstörung durch legalen Gebrauch der Freiheit zugrunde: Grundrechte würden zu Waffen im „Kampf gegen die freiheitliche demokratische Grundordnung“. Mithilfe einer Verwirkungsklausel lasse sich der „an sich“ legale Gebrauch der Freiheit in einen funktionswidrigen Missbrauch uminterpretieren: Was zunächst legal sei, werde unter Berufung auf den Schutz der freiheitlich-demokratischen Grundordnung im Nachhinein für illegitim erklärt.
Claus Leggewie und Horst Meier stellten die These auf, dem herkömmlichen Verständnis des demokratischen Verfassungsstaates sei solch ein Verwirkungsdenken fremd; die Verfassung der USA zum Beispiel kenne keine dem Grundgesetz entsprechende Klausel. Politische Betätigung, die den Schutz der Grundrechte genieße, sei legal und bleibe das normalerweise auch – selbst wenn Extremisten und Radikale, welcher Couleur auch immer, als Grundrechtssubjekte handeln. Art. 18 GG statuiere dagegen eine Verfassungstreuepflicht für jedermann. Damit bekämen Staatsorgane die Macht in die Hand, zwischen dem „richtigen“, verantwortungsbewussten, staatstragenden Gebrauch der Grundrechte und ihrem „falschen“, unverantwortlichen, staatsgefährdenden Missbrauch zu unterscheiden. Aus Sicht der Bürgerrechte sei es daher als positiv zu bewerten, dass das Verfassungsgericht bislang noch keine einzige Grundrechteverwirkung ausgesprochen hat.
Dem steht die Auffassung entgegen, dass es aus den Grundrechtsschranken und dem einfachen Recht ersichtlich für den einzelnen nichtparadoxe Normbindungen gibt, die notwendige Bedingung der Demokratie sind.